# 肖天
肖天（1955年—），安徽蚌埠人，中国前击剑运动员，原国家体育总局副局长、党组成员，2015年6月25日因涉嫌严重违纪违法，接受组织调查。他是中共十八大后第一个在体育界落马的副部级高官。2015年9月24日被双开，移送司法机关。2016年9月1日，南阳市中级人民法院审理肖天受贿一案，他被控受贿796万元，法庭将择期宣判。同年12月26日，他被判处有期徒刑10年6个月，并处罚金五十万元。

## 生平
肖天在进入体育系统工作前曾是安徽省击剑队运动员，1977年考入北京体育学院（今北京体育大学），1981年转业后进入当时的国家体委（现国家体育总局）工作，历任击剑处处长、老山自行车击剑中心主任等职。1998年调任冬季运动管理中心主任，任上实现了冬季奥运中国金牌零的突破。2003年调任竞技体育司司长，同年11月任国家体育总局局长助理、党组成员。2005年8月任国家体育总局副局长、党组成员。他同时还担任中国奥委会副主席，中国击剑协会主席、剑协会名誉主席，国际击剑联合会终身荣誉委员，中国滑冰协会主席，中国马术协会主席，中国体育战略研究会副会长，中国法学会体育法学研究会会长。他在落马前的最后一次露面是在北京田径世锦赛组委会召开的主席办公会上的讲话。
肖天被调查后，其妻子、自剑中心马术部副主任、中国马术协会副秘书长田桦也被带走协助调查。据报道，肖天的落馬或與全運會腐敗有關。另有消息指出，肖天的落马与摩根士丹利华鑫证券为赢得业务而聘用“官二代”有关，肖天的儿子肖阳是“摩根士丹利华鑫证券录用的高官子女及国企领导人子女情况”披露的五人之一。

## 逸事
2015年5月17日，在国际田联钻石联赛上海站比赛上，肖天为已经退役的刘翔颁发了中国田径杰出贡献奖杯。